# Jean Batten
Jean Batten (Rotorua, 15 settembre 1909 – Palma di Maiorca, 22 novembre 1982) è stata un'aviatrice neozelandese.

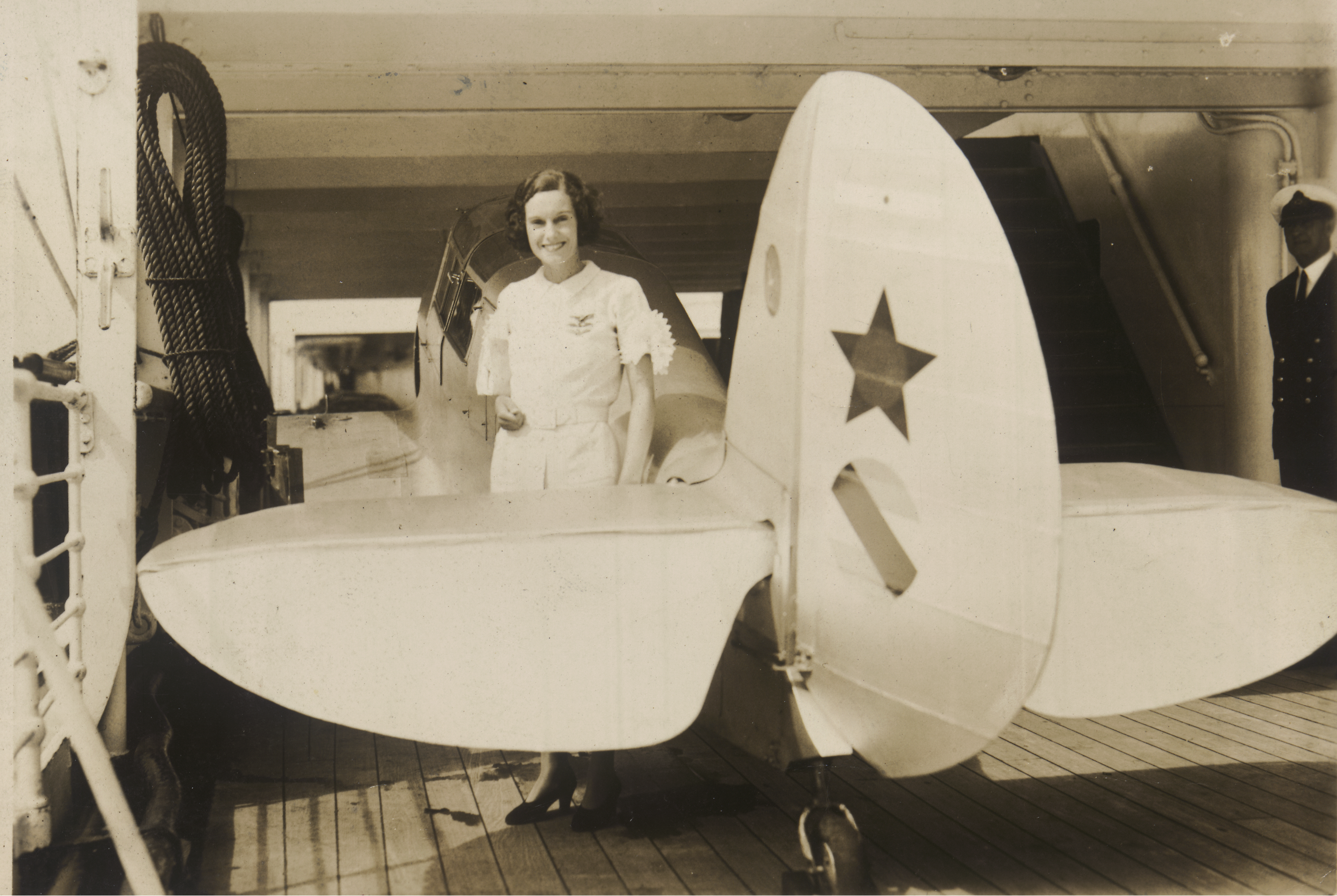
Jean Batten e il suo aereo.

Oggi è considerata uno dei personaggi più noti a livello internazionale della Nuova Zelanda per una serie di voli da solista e record mondiali.
Con la statunitense Amelia Earhart e la britannica Amy Johnson è tra le aviatrici che maggiormente hanno contribuito allo sviluppo dell'aviazione.
Nel 1936 ha effettuato il primo volo in solitaria che collega l'Inghilterra alla Nuova Zelanda.
Nel 1938 ha ricevuto la Medaglia della Fédération aéronautique internationale, la più alta onorificenza del trasporto aereo, divenendo la prima donna a ricevere questa importante onorificenza.